# Тытыль
Ты́тыль (чук. Тытыл) — горное озеро ледникового происхождения на реке Тытыльваам в Билибинском районе Чукотского автономного округа России.
Площадь поверхности — 40,5 км². Площадь водосборного бассейна — 912 км².

## Название
Название Тытыль в переводе с чукотского — «вход, дверь». Через озеро проходил санный путь коренных жителей из Чаун-Чукотки на Анюйскую ярмарку.

## География
Расположено в верховьях реки Малый Анюй, в окружении гор высотой до 1300 м, являющихся южными отрогами Илирнейского хребта. Западнее находятся Илирнейские озёра.

## Прибрежная флора
В составе растительных сообществ преобладают комбинации кустарничково-мохово-лишайниковых и осоково-разнотравных тундр, а также осоково-пушицевых кочкарных тундр. Насчитывается около 200 видов растений.

## Охрана природы
Озеро и его окрестности входят в состав особо охраняемой природной территории — ООПТ «Водный памятник природы „Озеро Тытыль“». При этом существуют определённые проблемы, связанные с прокладкой по льду водоёма трассы автозимника.

## Археологические находки
В районе озера проводятся археологические раскопки. Всего обнаружено 47 стоянок и культовых мест древних охотников. Возраст самых старых стоянок составляет около 10 тыс. лет. Стоянка Верхнетытыльская-IV пункты 1 — 4 датируется VIII—IV веками до н. э.